# マルタのユーロ硬貨

ユーロのシンボル

マルタのユーロ硬貨（マルタのユーロこうか）では、マルタにおけるユーロ硬貨について記述する。
ユーロ (EUR, €) は、欧州連合に加盟しているマルタを含む多くの国で使われている通貨である。
ユーロ硬貨の片面はユーロ圏全域共通のデザイン、もう片面は各国の独自のデザインとなっている。各国共通の表面の詳細はユーロ硬貨を参照。2ユーロ硬貨以外の縁（へり）のデザインもまた、全域で共通である。独自デザインとされている裏面も、欧州連合を象徴する12個の星と発行年を西暦で表示することは共通である。
マルタのユーロ硬貨のデザインは大きく3種類あり、1，2，5セント硬貨はイムナイドラ神殿、10，20，50セント硬貨はマルタの国章（紋章）が描かれている。1ユーロ、2ユーロ硬貨はマルタ十字が描かれている。
| € 0.01           | € 0.02 | € 0.05                                                                |
|                  |        |                                                                       |
| イムナイドラ神殿 |        |                                                                       |
| € 0.10           | € 0.20 | € 0.50                                                                |
|                  |        |                                                                       |
| マルタの国章     |        |                                                                       |
| € 1.00           | € 2.00 | € 2 の縁（へり）                                                      |
|                  |        | € 2 硬貨の側面部には、2と言う数字とマルタ十字が交互に刻印されている。 |
| マルタ十字       |        |                                                                       |